# Berichten (Apple)
Berichten (Engelse naam: Messages) is een chatprogramma ontwikkeld door Apple, en is beschikbaar voor MacOS en iOS. Deze opvolger van iChat werd geïntroduceerd in OS X Mountain Lion en biedt naast de functies van iChat ondersteuning voor het iMessage-protocol en FaceTime.

## iOS-versie
Berichten was eerst een applicatie voor iPhone voor het versturen en ontvangen van Sms-berichten. In versie 3 van iOS werd daar ondersteuning voor MMS aan toegevoegd.
Later, in versie 5, werd de applicatie ook beschikbaar voor de iPod touch en de iPad met ondersteuning voor iMessage.

## OS X-versie
De OS X-versie van Berichten, met ondersteuning voor iMessage, werd aangekondigd op 25 juli 2012 als opvolger van iChat en onderdeel van Mac OS X 10.8.
Een gratis bètaversie van het programma voor Mac OS X Lion was te downloaden op de website van Apple tot eind juni 2012. De definitieve versie is aanwezig in Mountain Lion.